# Hamilton Luske
Hamilton Somers Luske (16 de octubre de 1903 - 19 de febrero de 1968) fue un animador y director de cine estadounidense.

## Carrera
Se unió al estudio de animación de Walt Disney Productions en 1931 y pronto Walt Disney confió en él lo suficiente como para ser nombrado animador supervisor del primer personaje de la Princesa de Disney, Blancanieves en Snow White and the Seven Dwarfs.
También fue animador del cortometraje Ferdinando el Toro de 1938.
Dirigió muchas películas y cortometrajes animados de Disney desde 1936 hasta su muerte en 1968. En 1965, ganó el Óscar a los mejores efectos visuales por dirigir la secuencia animada del musical de Julie Andrews, Mary Poppins (1964).
Nació en Chicago, Illinois, el 16 de octubre de 1903 y murió en Bel Air, California, el 19 de febrero de 1968, a los 64 años.
Luske era el padre del director y actor Tommy Luske, quien prestó su voz a Michael Darling en Peter Pan.

## Filmografía como director
- Pinocchio (1940)
- Fantasia (1940)
- The Reluctant Dragon (1941)
- Saludos Amigos (1942)
- Make Mine Music (1946)
- Fun and Fancy Free (1947)
- Melody Time (1948)
- So Dear to My Heart (1948)
- Cinderella (1950)
- Alice in Wonderland (1951)
- Peter Pan (1953)
- Ben and Me (1953)
- Lady and the Tramp (1955)
- Donald in Mathmagic Land (1959)
- 101 Dalmatians (1961)
- Mary Poppins (1964) (director de animación)
- Scrooge McDuck and Money (1967)